# Hoàng Văn Quyết
Hoàng Văn Quyết (1952-1992) là một quân nhân trong Quân đội Nhân dân Việt Nam, giành danh hiệu Anh hùng Lực lượng vũ trang nhân dân do đã tiêu diệt nhiều máy bay đối phương trong chiến tranh Việt Nam.

## Thân thế
Chiến sĩ Hoàng Văn Quyết (1952-1992) là người dân tộc Tày, quê tại xã Y Tịch, huyện Chi Lăng, tỉnh Lạng Sơn.

## Binh nghiệp
Ông nhập ngũ năm 1971, phục vụ trong quân đội đến năm 1992. Từ năm 1972 đến tháng 4 năm 1975, ông là chuẩn úy, Trung đội trưởng Trung đội tên lửa phòng không vác vai A-72 thuộc Đại đội 3, Tiểu đoàn 172, Sư đoàn 361 tham gia chiến đấu tại chiến trường miền Nam, tác chiến 30 trận, bắn rơi 16 máy bay đối phương, trong đó có 12 chiếc rơi tại chỗ. 
Ngày 23 tháng 9 năm 1972, ông bắn rơi tại chỗ 1 chiếc CH-47 (trực thăng vận tải hạng nặng) chở khoảng 30 lính trên máy bay. Có 3 trận, mỗi trận bắn rơi 2 máy bay là: Củ Chi (25-26 tháng 10 năm 1972), Bù Bông (tháng 12 năm 1973) và Đức Huệ (ngày 29-30 tháng 3 năm 1974). 
Số máy bay bị ông bắn hạ gồm đủ loại: F-5 (tiêm kích), A-37 (cường kích), AD-6 (cường kích), L-19 (trinh sát cơ), C-130 (vận tải cơ hạng nặng), C-123 (vận tải cơ hạng trung),  UH-1 (trực thăng vận tải kiêm vũ trang), CH-47 (trực thăng vận tải hạng nặng)
Năm 1984, ông kết hôn với bà Tô Thị Hồng Xuân, có với nhau hai con gái. Ông được phong Thiếu tá năm 1988. Nhưng do di chứng của chiến tranh, sức khỏe của ông sớm suy giảm. Anh hùng Hoàng Văn Quyết từ trần năm 1992

## Vinh danh - Khen thưởng
- Chiến sĩ Hoàng Văn Quyết được phong tặng danh hiệu Anh hùng Lực lượng vũ trang nhân dân năm 1976.
- Cấp bậc cao nhất trong quân đội: Thiếu tá (phong năm 1988).
- Các huân chương: 3 Huân chương Chiến công (hạng ba).
- 13 lần phong danh hiệu Dũng sĩ diệt máy bay.

## Danh hiệu của đồng đội
Đồng đội A72 được nhà nước phong tặng, truy tặng danh hiệu Anh hùng Lực lượng vũ trang nhân dân:
Anh hùng Đại đội 3, Tiểu đoàn 172:
- Bùi Anh Tuấn
- Trần Văn Xuân
- Phan Kim Kỳ
- Hoàng Văn Quyết
- Nguyễn Ngọc Chiến
- Nguyễn Quang Lộc
- Nguyễn Văn Thoa

Anh hùng Đại đội 4, Tiểu đoàn 172
- Vũ Danh Tòng
- Nguyễn Văn Toản
- Trần Quang Thắng